# Kemény Zsófi
Kemény Zsófi (Budapest, 1994. november 30. –) magyar költő, író, forgatókönyvíró, slammer és Sophie Hard néven rapper. Kemény István lánya, Kemény Lili és Kemény Márton húga.

## Életrajz
Újlipótvárosban nőtt fel, édesapja Kemény István költő, édesanyja Szirmay Ágnes dramaturg. Középiskolát 2013-ban az ELTE Radnóti Miklós Gimnáziumban végezte el, egy évig a berlini Walther-Rathenau-Gymnasiumba is járt. Pszichológia alapszakon végzett az Eötvös Loránd Tudományegyetem Pedagógiai és Pszichológiai Karán, utána egy szemeszteren szabadbölcsészetet hallgatott. 2020-ban a Színház- és Filmművészeti Egyetem filmdramaturg szakán diplomázott.
A gimnáziumi évek alatt nővérével a Kisszínes nevű duóként adtak elő akusztikus gitárkíséretű dalokat. 2012 óta lép fel rendszeresen slam poetry szövegeivel. Különféle versenyeken számos helyezést elért. Tagja a Szépírók Társaságának és a József Attila Körnek.

## Művei

### Verseskötet
- Nyílt láng használata, Libri, Budapest, 2015
- Most vagyok soha, Jelenkor Kiadó, 2023

### Regény
- Én még sosem, Tilos az Á Könyvek, Budapest, 2014; 2., javított kiadás, 2015
- Rabok tovább, Jelenkor Kiadó, Budapest, 2017
- Kemény Zsófi–Kondor Vilmos: Értetek teszem. Budapest vérben; Libri, Bp., 2018
- Az aranykor fénykora, Cser Kiadó, 2022
- Budapest Nagyregény. Budapest Brand Nonprofit Zrt., Bp., 2023 (társszerző)
- Nyelni, Open Books, 2024

### Antológia
- Aludj, nem alszom, in: Tíz igaz történet, Libri, Amnesty International Magyarország, Budapest, 2015 – 49-53. o.

### Diszkográfia
- Piaci rés (kislemez – 2017, online streaming)
- Hard Day's Hard (album – 2019, online streaming)